# ユローパ島
ユローパ島 （ユローパとう、フランス語: Île Europa） は、インド洋、モザンビーク海峡南部にあるフランス領の無人島。南緯22度22分00秒 東経40度22分00秒 / 南緯22.36667度 東経40.36667度に位置し、面積は28 km2。
フランス軍の気象観測所がある。また、港湾などはないが、長さ1,000mにわたる未舗装の滑走路が設置されている。マングローブをはじめとする植生に覆われており、マダガスカルカンムリサギ、セグロミズナギドリ、セグロアジサシ、マダガスカルメジロなどの野生生物が多い。裾礁の間の砂浜はアオウミガメの繁殖地であり、周辺の海域にはナガスクジラ、ヒラシュモクザメなどの海洋生物も生息している。2011年にラムサール条約登録地となった。
1897年以降、フランス領となっているがマダガスカルも独立以降領有を主張している。

## 地図

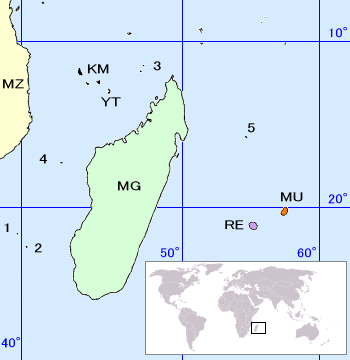
1. バサス・ダ・インディア 2. ユローパ島 3. グロリオソ諸島 4. ファン・デ・ノヴァ島 5. トロメリン島
KM : コモロ MG : マダガスカル MU : モーリシャス MZ : モザンビーク RE : レユニオン（仏） YT : マヨット（仏）

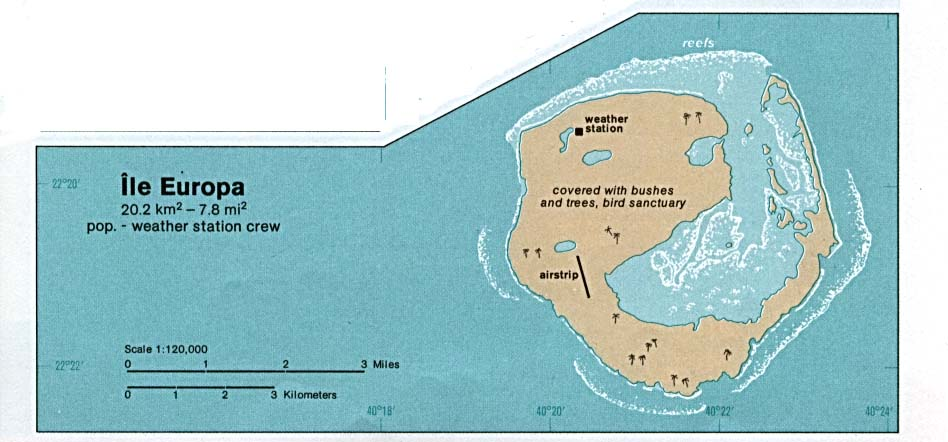
ユローパ島の地図